# Archidiecezja Florianópolis
Archidiecezja Florianópolis (łac. Archidioecesis Florianopolitanus) – archidiecezja Kościoła rzymskokatolickiego w Brazylii. Należy do metropolii Florianópolis wchodzi w skład regionu kościelnego Sul IV. Została erygowana przez papieża Piusa X bullą Quum Sanctissimus Dominus Noster w dniu 19 marca 1908.
17 stycznia 1927 papież Pius XI utworzył metropolię Florianópolis podnosząc diecezję do rangi archidiecezji.